# استان ملیپیا
ملیپیا (به اسپانیایی: Provincia de Melipilla) نام یک استان در شیلی است که در منطقه مادرشهری سانتیاگو واقع شده‌است. استان ملیپیا ۴٬۰۶۵٫۷ کیلومتر مربع مساحت و ۱۴۱٬۱۶۵ نفر جمعیت دارد.